# Distretto 3 (Düsseldorf)
Il distretto 3 è uno dei 10 distretti urbani (Stadtbezirk) della città tedesca di Düsseldorf.

## Suddivisione amministrativa
Il distretto 3 è diviso in 8 quartieri (Stadtteil):
- 031 Friedrichstadt
- 032 Unterbilk
- 033 Hafen
- 034 Hamm
- 035 Volmerswerth
- 036 Bilk
- 037 Oberbilk
- 038 Flehe